# Федерація футболу Чилі
Федерація футболу Чилі (ісп. Federación de Fútbol de Chile або FFCh) — головний орган управління футболом в Чилі. Заснована 19 червня 1895 року і є другою найстарішою асоціацією Південної Америки та засновником КОНМЕБОЛ. У 1913 році стали членом ФІФА. Федерація також відповідає за збірну Чилі з футболу. Штаб-квартира знаходиться у Сантьяго.